# 斯坦伯里 (密蘇里州)
斯坦伯里（英語：Stanberry）是位於美國密蘇里州金特里縣的城市。

## 人口
根據2020年美國人口普查的數據，斯坦伯里的面積為3.63平方千米，皆為陸地。當地共有人口1129人，而人口密度為每平方千米311人。